# Gezeitenkraftwerk Sihwa-ho

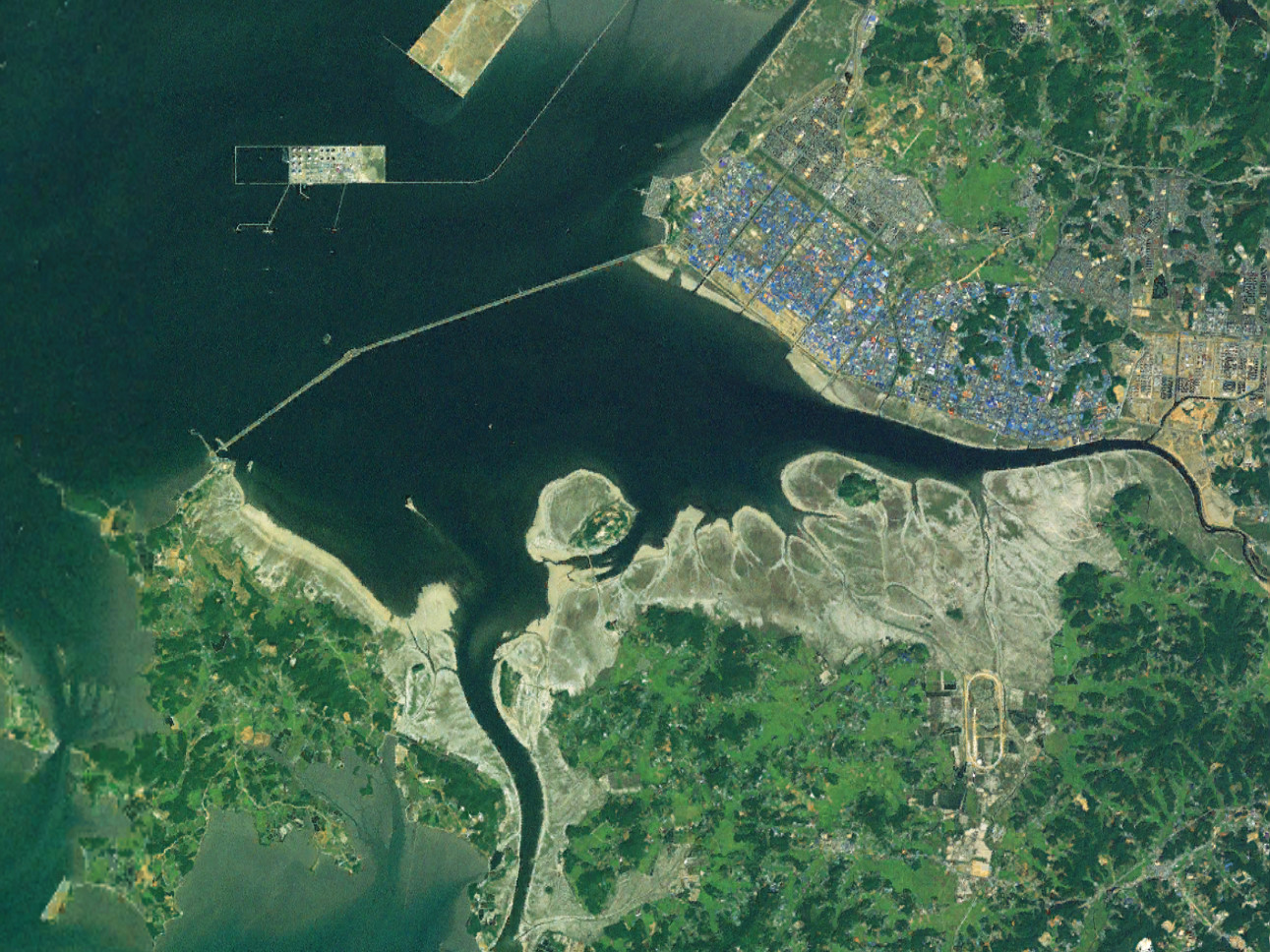
Satellitenaufnahme des Sihwa-Sees

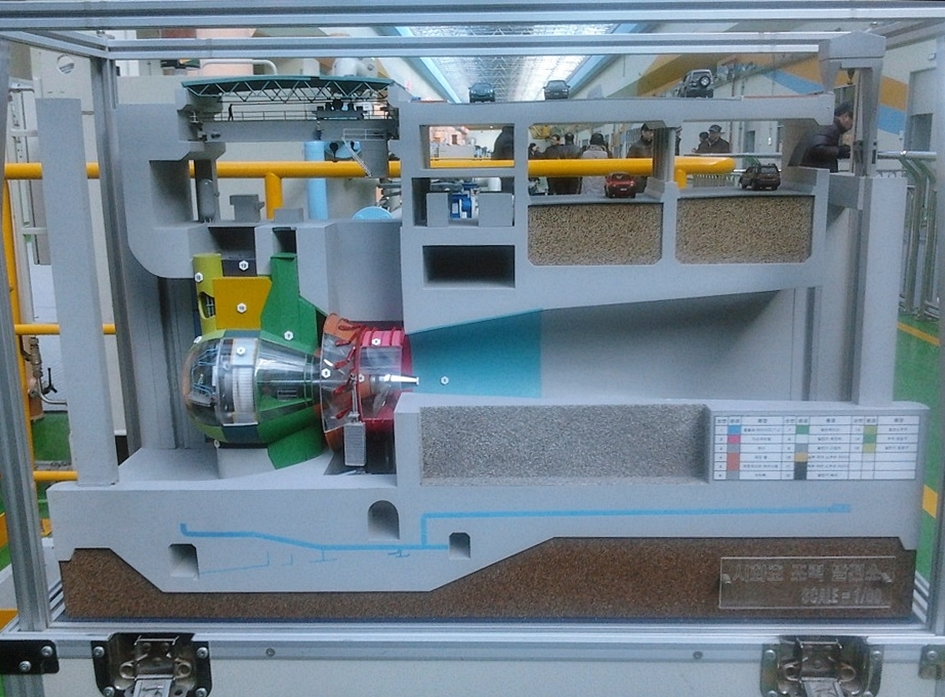
Modell eines Maschinensatzes mit Generator (links) und Turbine (rechts)

Das Gezeitenkraftwerk Sihwa-ho ist ein Gezeitenkraftwerk in Damm-Bauweise am Sihwa-See (kor. 시화호, Sihwa-ho), einer künstlich angelegten Lagune an der Küste Südkoreas.
Mit seiner installierten Leistung von 254 MW ist Sihwa-ho seit der Inbetriebnahme im August 2011 das leistungsstärkste Gezeitenkraftwerk der Welt vor dem französischen Gezeitenkraftwerk Rance (240 MW).

## Lage
Das Kraftwerk liegt an der Westküste Südkoreas in der Provinz Gyeonggi-do, westlich der Stadt Ansan, etwa 40 km südwestlich der Hauptstadt Seoul.
Es nutzt die Kraft des zwischen der Koreanischen Halbinsel und der Volksrepublik China gelegenen Gelben Meeres, in dem sich aufgrund der großen Fläche bei einer geringen durchschnittlichen Tiefe von nur 44 Metern starke Gezeiten ausbilden. In der Asan-Bucht, von welcher der Sihwa-See abgetrennt wurde, beträgt der Tidenhub bis zu 8 m.

## Geschichte
Der zwischen 1987 und 1994 von der staatlichen Wasserbehörde Korea Water Resources Corporation gebaute Damm wurde ursprünglich nicht zum Zwecke der Energieerzeugung angelegt, sondern für die Landgewinnung (Koog) und zur Schaffung eines Süßwasserreservoirs für Bewässerung in der Landwirtschaft. Nachdem der Damm fertiggestellt und somit die Bucht vom offenen Meer abgetrennt war, verschlechterte sich aber die Wasserqualität in der neu geschaffenen Lagune durch eingeleitete städtische und industrielle Abwässer rapide, so dass das Wasser für die gedachten Zwecke unbrauchbar wurde. Eine vom Koreanischen Meeresforschungsinstitut (Korea Ocean Research and Development Institute – KORDI) durchgeführte Untersuchung ergab, dass sich die Wasserqualität wieder verbessern sollte, wenn ein stärkerer Wasseraustausch mit dem offenen Meer gegeben wäre.
1997 wurde beschlossen, eine Öffnung im Damm zu schaffen, durch welche bei Flut das Meerwasser in das Becken hineindrücken könnte. Dabei bot es sich an, die Gezeitenströmung auch für die Energiegewinnung zu nutzen und ein Kraftwerk zu integrieren.
Mit den Bauarbeiten für das Kraftwerk wurde 2003 begonnen. Durch eine provisorische Stauwand aus riesigen Betonzylindern wurde neben dem bestehenden Damm ein Abschnitt des Meeres abgetrennt und trockengelegt. In der so entstandenen Wanne wurden nebeneinander das Sperrwerk und das Kraftwerk errichtet. Erbaut wurde es vom südkoreanischen Anlagenbauunternehmen Daewoo Construction in Zusammenarbeit mit der österreichischen VA Tech Hydro.
Parallel zum Bau des Kraftwerkes wurden beiderseits der Anlage am Damm zwei Inseln (die Insel der Menschen und die Insel der Natur) aufgeschüttet, die für Tourismus, Freizeit und Bildung genutzt werden sollen.
Da die Stromerzeugung gegenüber der ökologischen Funktion untergeordnet ist, wurde das Kraftwerk nur für eine Flussrichtung wirkend konzipiert: Nur das Wasser der auflaufenden Flut treibt die Turbinen an; bei Ebbe wird das Wasser energetisch ineffektiv über ein Sperrwerk mit acht Schützen wieder ins Meer zurückgeleitet. Da diese einen geringeren Widerstand darstellen als die Turbinen, wird eine stärkere Wasserzirkulation erreicht; mit jedem Tidenzyklus wird etwa ein Viertel des Seevolumens ausgetauscht.
Die Fertigstellung und Inbetriebnahme des Kraftwerkes war anfangs bereits für Ende 2009 oder Anfang 2010 geplant, verzögerte sich aber im Laufe der Bauarbeiten mehrfach. Am 3. August 2011 wurde ein erster Betriebstest durchgeführt und ab dem 29. August liefen zwei Generatoren. Der Vollbetrieb wurde im Dezember 2011 aufgenommen.

## Technischer Aufbau und Daten
Stausee/-damm
- Länge des Damms: 12,7 km
- Volumen des Speichersees: 324 Mio. m³
- Oberfläche des Speichersees: 56,5 km²
- Stauwehr: 8 Schütze, Größe 15,3 m × 12 m (geöffnet bei Ebbe)
- Seewasser-Durchsatz: ca. 160 Mio. m³/d (entspricht etwa 50 % des Volumens des Sees)
- Tidenhub: etwa 7,5 m

Kraftwerk
- Jahresarbeit etwa 550 GWh (entspricht dem Verbrauch einer Stadt mit etwa ½ Mio. Einwohnern)
- Mittlere Fallhöhe 5,82 m
- 10 × Turbine
  - 3-flügelige Kaplan-Rohrturbinen
  - Leistung 25,4 MW je Turbine
  - Kapazität 482 m³/s je Turbine
  - Laufraddurchmesser 7,5 m
  - Drehzahl 64,3 min−1
- Generatoren:
  - Spannung 10,2 kV
  - Leistung 26,76 MVA
  - Netzfrequenz 60 Hz